# Ischnochiton pusio
Ischnochiton pusio es una especie de poliplacóforo en la familia Ischnochitonidae.